# Wilhelm Bendow

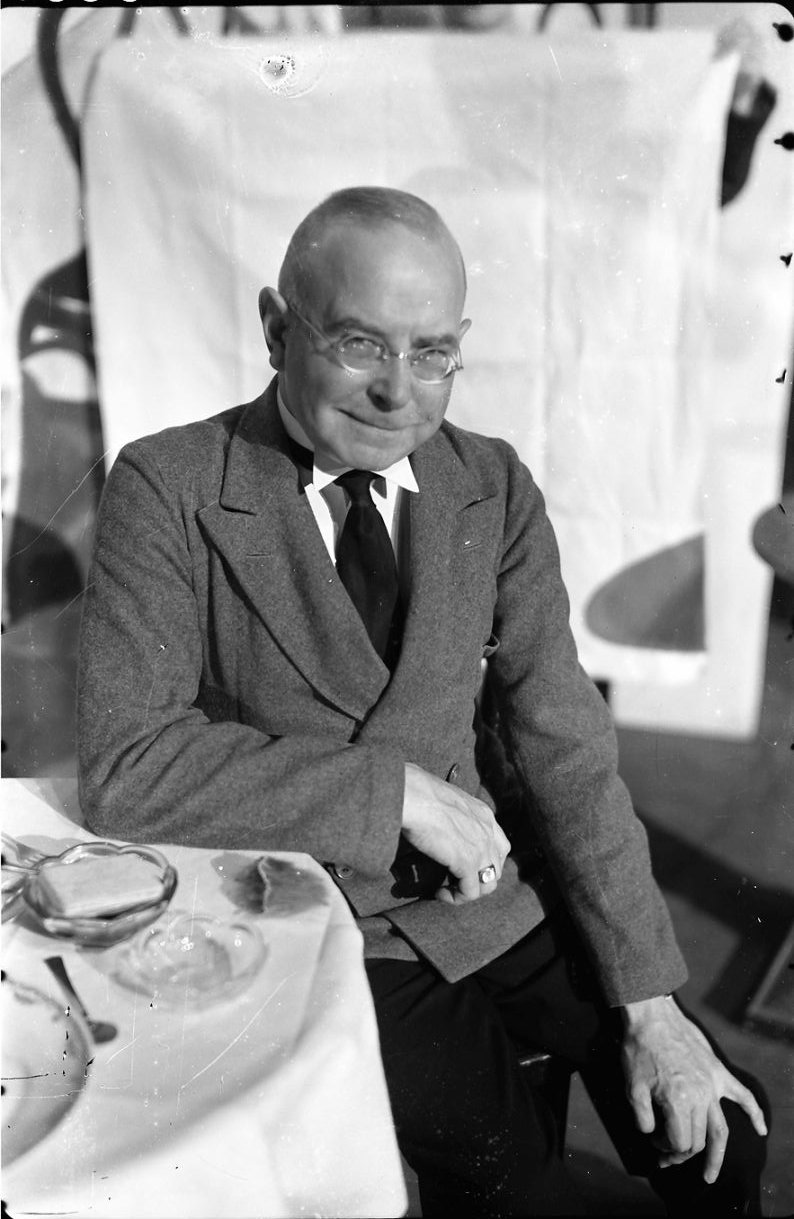
Wilhelm Bendow, 1936

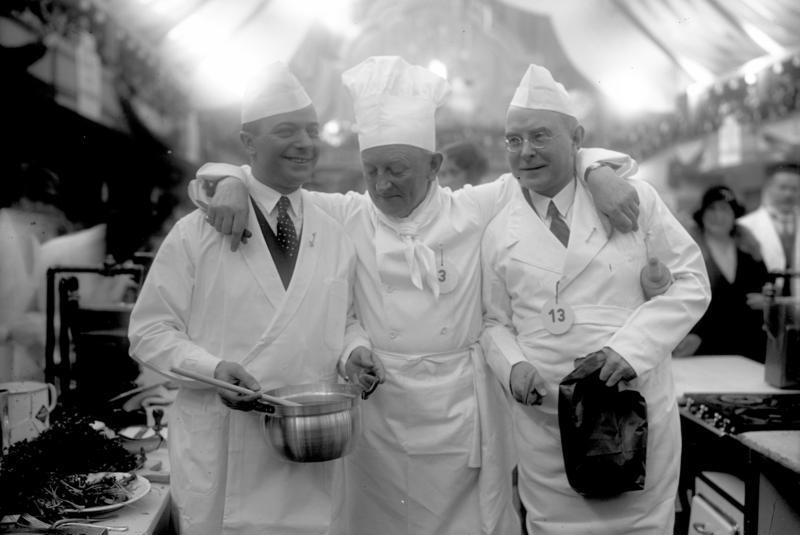
Wilhelm Bendow, Otto Gebühr e Paul Heidemann, em 1931.

Wilhelm Bendow (Einbeck, 29 de setembro de 1884 – Einbeck, 29 de maio de 1950), nasceu Emil Boden, foi um ator de cinema alemão, que atuou em um grande número de filmes mudos durante a sua carreira. Bendow fez sua estreia em 1913, no filme Aus eines Mannes Mädchenzeit.

## Filmografia selecionada
- 1913: Aus eines Mannes Mädchenzeit
- 1921: Der verlorene Schatten
- 1922: Kinder der Zeit
- 1922: Lebenshunger
- 1923: So sind die Männer
- 1923: Die Fledermaus
- 1923: Bohème – Künstlerliebe
- 1925: Ein Sommernachtstraum
- 1925: Die Frau mit dem Etwas
- 1926: Die keusche Susanne
- 1926: Wir sind vom K. u. K. Infanterie-Regiment
- 1942: Dr. Crippen an Bord
- 1942: Die Sache mit Styx
- 1943: Ich vertraue Dir meine Frau an
- 1943: Münchhausen
- 1943: Floh im Ohr
- 1943: Kollege kommt gleich
- 1943: Die goldene Spinne
- 1944: Ein fröhliches Haus
- 1945: Die tolle Susanne
- 1946: Sag’ die Wahrheit
- 1947: Eine verblüffende Neuheit
- 1947: Kein Platz für Liebe
- 1947: Herzkönig